# Savate

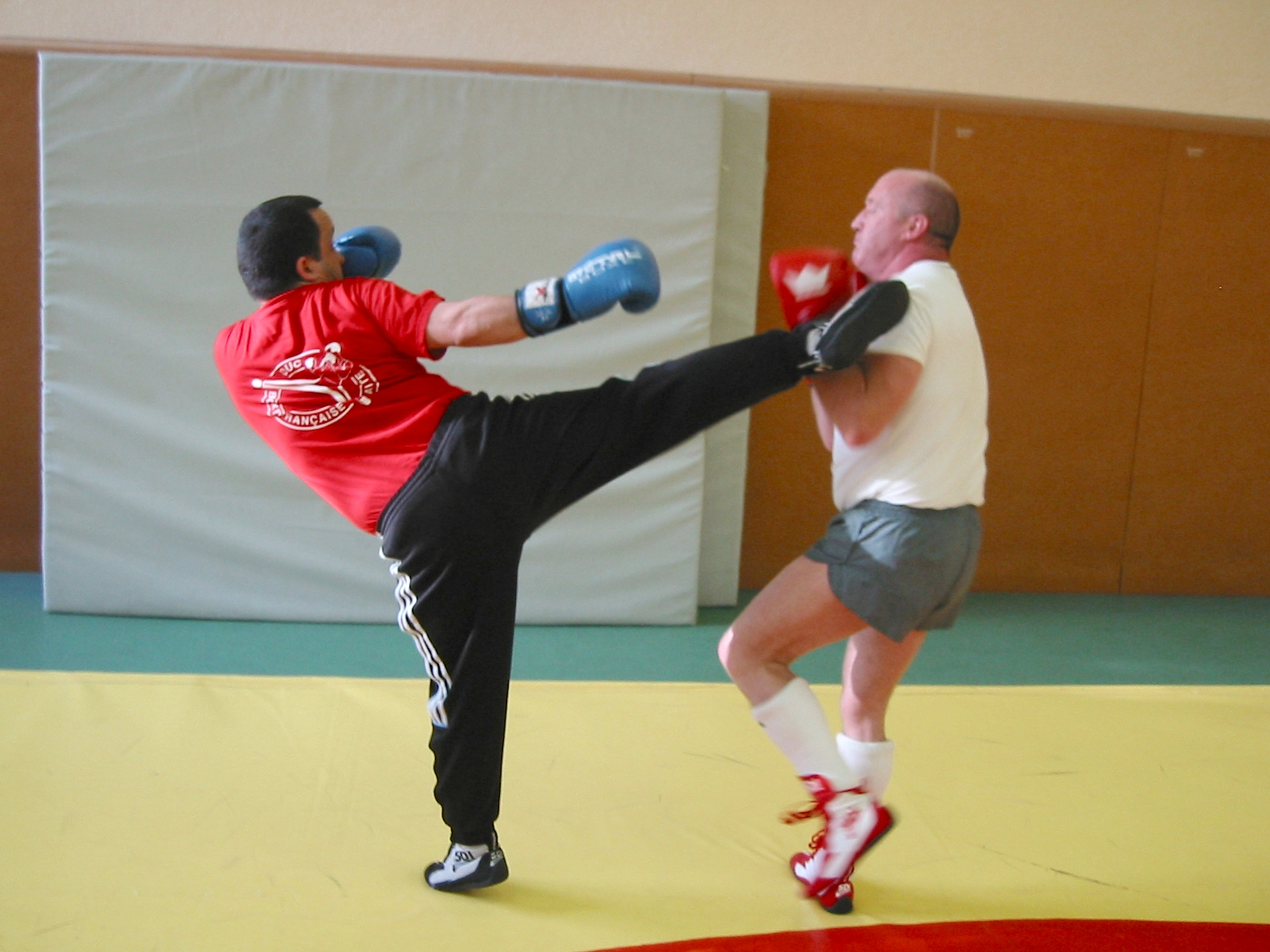
Savate

Das Savate-Boxe Française (Savate ist frz. für ‚abgetragener Schuh‘) ist ein französischer Kampfsport.

## Geschichte
Ursprünglich wurde diese Kampfsportart von französischen Seeleuten aus Marseille ausgeübt. Die französischen Soldaten zur Zeit der Französischen Revolution (1789–1799) wurden ebenfalls im Savate ausgebildet. Anfang des 19. Jahrhunderts war das Savate, das in einigen Gegenden auch Chausson („Hausschuh“) genannt wurde, in der Unter- und Halbwelt Frankreichs als Kampftechnik weit verbreitet.
Um 1820 begann sich auch die bessere Gesellschaft für das Savate zu interessieren. Selbst Fechtschulen nahmen das Savate in ihr Programm auf.
Michel Casseux (1794–1869, auch bekannt als le Pisseux) eröffnete 1825 das erste Trainingszentrum für Savate. Er stellte dabei auch die ersten Regeln auf; Techniken wie zum Beispiel Kopfstöße waren verboten. Dennoch konnte der Sport durch Casseux nicht von dem Ruf des Schlägertums befreit werden, da Schläge noch mit der offenen Hand ausgeführt wurden.
Um 1830 vereinigte Charles Lecour (1808–1894) das Savate mit dem englischen Boxen. Ab diesem Zeitraum nannte man es auch Boxe Française. Daraufhin wurde Savate zu einer beliebten Sportart, die sogar an Schulen unterrichtet wurde.
Durch die beiden Weltkriege zwischen 1914 und 1945 verringerte sich die Anzahl der Savate praktizierenden Sportler erheblich. Savate wurde als Demonstrationssportart bei den Olympischen Spielen in Paris 1924 einer breiten internationalen Öffentlichkeit vorgestellt. Auf Betreiben des Grafen Baruzi erholte sich die Savate-Gemeinde nach 1945 so weit, dass 1985 der B.F.-Savate-Verband gegründet wurde, dem auch die französischen Stockkampf-Varianten Baton und Canne zugeordnet sind.
Am 1. März 2008 wurde das Boxe Française Savate von der Fédération Internationale du Sport Universitaire (FISU) anerkannt. Die erste Universitäts-Weltmeisterschaft fand im Juni 2010 in Nantes statt.

## Beschreibung
Beim Savate-Boxe Française wird mit Faustschlägen und Fußtritten gekämpft. Es unterscheidet sich von anderen schlaglastigen Kampfstilen wie Kickboxen oder dem Karate durch die Ausführung der Techniken. Als Bekleidung werden Boxhandschuhe, Schuhe und der typische Intégrale-Anzug (frz. tenue intégrale bedeutet etwa „vollständiger Anzug“) vorgeschrieben.
Es gibt folgende Technik-Gradierungen:
- Blau und Grün (Anfänger)
- Rot und Weiß (Fortgeschritten)
- Gelb (Meisterschaft, analog Schwarzgurt bzw. 1. Dan in fernöstlichen Kampfsportarten)
- Silber (GAT1, GAT2 und GAT3)

Diese werden in Form eines Aufnähers der entsprechenden Farbe auf der Sportkleidung getragen.
Savate-Boxe Française ausübende Sportler(innen) werden als „Boxer“ (franz.: Tireuse oder Tireur) bezeichnet. Wettkämpfe finden wie beim Boxen in einem Ring statt, im Assaut kann der Ring durch andere Markierungen ersetzt werden. Wettkämpfe werden in drei unterschiedlichen Kategorien ausgetragen:
- Assaut: (deutsch: „Angriff“, 3. Serie) Es besteht Leichtkontakt zwischen den Kämpfenden. Die Bewertung des Kampfes erfolgt nach der Qualität der gezeigten Techniken, der Trefferzahl und des taktischen Verhaltens im Kampf. Zu harter Kontakt und K. o. sind verboten.
- Précombat: (deutsch: „Vor-Kampf“, 2. Serie) Diese Form ist die „Vorstufe“ zum Vollkontakt-Kampf, in der ein K. o. des Gegners erlaubt ist, aber noch mit erweiterter Schutzausrüstung (Kopfschutz, Schienbeinschutz) gekämpft wird.
- Combat: (deutsch: „Kampf“, 1. Serie) Diese Form ist der Vollkontakt-Kampf, dessen Ziel darin besteht, möglichst viele Wirkungstreffer oder den K. o. des Gegners zu erreichen. Gekämpft wird mit minimaler Schutzausrüstung (Schuhe, Handschuhe und Bandagen, Mundschutz, Brust-/Tiefschutz).

## Techniken
Die Grundstellung beim Savate-Boxe Francaise entspricht der im englischen Boxen. Aus dieser Stellung können alle zur Verfügung stehenden „Waffen“ (vordere und hintere Hand, vorderes und hinteres Bein) eingesetzt werden. Legitime Trefferflächen im Wettkampf sind: 
- Mit den Händen analog zum englischen Boxen Kopf vorne und seitlich, Rumpf vorne und seitlich.
- Mit den Beinen darf der gesamte Körper (Kopf, Rumpf inklusive Rücken, Beine) des Gegners getroffen werden mit Ausnahme des Genicks, des Kehlkopfes (vorderer Halsbereich) und des Genitalbereichs. Bei Frauen darf nicht auf die Brust getreten oder geschlagen werden.
- Getroffen werden darf nur mit der Vorderseite des Boxhandschuhs und dem Fuß (Savateschuh).

Trefferebenen sind:
- ligne haute (figure): Oben (Kopf)
- ligne mediane (corps): Mitte (Rumpf)
- ligne bas (jambe): Unten (Beine)

Folgende Techniken können beim Savate-Boxe Francaise ausgeführt werden:
- Fußtechniken
Alle diese Tritte sind gesprungen und gedreht, mit beiden Beinen und in jeder Trefferebene (2 Ausnahmen: Revers frontal normalerweise nur gegen den Kopf, Coup de pied bas nur bis Kniehöhe) möglich.
  - Fouetté: Halbkreisfußtritt
  - Chassé Frontal: gerader Fußstoß
  - Chassé Lateral: seitlicher Fußstoß
  - Revers frontal: Fußschlag mit der Fußaußenkante, das Bein beschreibt einen Kreis von innen nach außen
  - Revers lateral: Halbkreisfußtritt „rückwärts“
    - groupe: mit anfangs gebeugtem Bein
    - jambe tendue: mit gestrecktem Bein

  - Coup de pied bas: tiefe Fußtechnik
    - de deséquilibre: Fußfeger
    - de frappe: Pendeltritt zum Schienbein
- Faustschläge (analog zum englischen Boxen)
  - Uppercut: Aufwärtshaken
  - Direct: Gerade
  - Crochet: Haken
  - Swing: Schwinger
- Abwehr
  - Parade bloquée: stoppt eine Angriffsbewegung
  - Parade chassée: lenkt eine Angriffsbewegung am Ziel vorbei
  - Parade en protection: schützt die zu treffende Fläche
- Ausweichbewegungen
  - esquive total: der ganze Körper des Boxers weicht aus
  - esquive partiel: nur ein Körperteil weicht aus
    - esquive sur place: nur ein Teil des Boxers weicht aus, der Körperschwerpunkt des Boxers bleibt auf derselben Stelle
      - esquive rotative: Ausweichbewegung des Oberkörpers
      - esquive en haute: Ausweichbewegung des Beins

  - décalage: ein Bein verlässt die Verbindungslinie zum Gegner durch einen Ausfallschritt
  - débordement: beide Beine verlassen die Verbindungslinie zum Gegner durch einen Nachstellschritt

## Gewichtsklassen
| Plume          | bis 56 kg  |
| Léger          | 56–60 kg   |
| Super-léger    | 60–65 kg   |
| Mi-moyen       | 65–70 kg   |
| Super mi-moyen | 70–75 kg   |
| Moyen          | 75–80 kg   |
| Mi-lourd       | 80–85 kg   |
| Lourd          | über 85 kg |

| Mouches         | bis 48 kg  |
| Coqs            | 48–52 kg   |
| Plumes          | 52–56 kg   |
| Legers          | 56–60 kg   |
| Super-Legers    | 60–65 kg   |
| Mi-Moyen        | 65–70 kg   |
| Super-Mi-Moyens | 70–75 kg   |
| Moyen           | über 75 kg |